# 顏崑陽
顏崑陽（1948年11月1日－），台灣嘉義縣東石鄉人，國立臺灣師範大學國文研究所博士。歷任國立中央大學中國文學系、國立東華大學中國語文學系教授、淡江大學中國文學系教授、輔仁大學中國文學系講座教授，並曾任國立東華大學人文社會科學學院第三任院長。退休後，現任國立東華大學榮譽講座教授。
顏崑陽兼擅古典詩詞、現代散文、小說創作與中國古典美學、文學理論、道家思想、李商隱詩之研究。曾獲聯合報文學獎、中國時報文學獎、中興文藝古典詩獎章、中國文藝散文獎章。著作有《顏崑陽古典詩集》、短篇小說集《龍欣之死》、散文集《窺夢人》等；學術專書《李商隱詩箋釋方法論》、《詩比興系論》、《學術突圍》、《中國詩用學》等，約三十種。

## 外部連結
- 關於顏崑陽教授的正確資料，請至「顏崑陽文學館」網站（http://yenkunyang.org （页面存档备份，存于）
- 淡江大學顏崑陽網頁 （页面存档备份，存于）
- 九歌文學網介紹顏崑陽 （页面存档备份，存于）